# Harald Harfot
Harald Harfot, född cirka 1016, död 17 mars 1040, var kung av England 1037–1040. 

## Biografi
Harald Harfot var son till Knut den store av Danmark och England och dennes hustru eller frilla Aelgifu av Northampton. Han fick tillnamnet Harfot för sin snabbhet och jaktskicklighet.
Som son till Knut och hans drottning Emma av Normandie var Haralds yngre bror Hardeknut legitim arvinge både till Danmarks och Englands tron vid Knuts död 1035, men Harald tog makten över England då brodern befann sig i Danmark. I strid mot sin brors rättigheter utropade han sig till kung av England 1037. Hans regeringstid förknippas med att Alfred, Emmas son med Ethelred, återvände till riket (möjligen i ett försök att inta tronen) med sin bror Edvard Bekännaren. Alfred bländades och dödades. Harald var ogift, men hade en illegitim son, Elfwine, som blev munk på kontinenten.
Harald dog i Oxford 1040, just som Hardeknut planerade en invasion. Han begravdes i Westminster Abbey, men brodern lät senare gräva upp kroppen och kasta den i Themsen.